# Clytus quadraticollis
Clytus quadraticollis là một loài bọ cánh cứng trong họ Cerambycidae.